# Bilal Akoro
Bilal Akoro est un footballeur international togolais né le 14 décembre 1999 à Tchamba. Il joue au poste d'ailier avec l'Association sportive des chauffeurs de la Kozah.

## Biographie

### En sélection
Il débute en sélection le 28 juillet 2017, lors d'une rencontre des éliminatoires du championnat d'Afrique 2020 contre le Bénin (score : 1-1). Il inscrit son premier but en équipe nationale le 26 janvier 2021, contre le Rwanda, lors du championnat d'Afrique des nations 2020 organisé au Cameroun (défaite 2-3).